# Edy Cabrera
Edy Alberto Cabrera Marroquín (Città del Guatemala, 14 agosto 1976) è un ex calciatore guatemalteco, di ruolo difensore.